# Johann Baptist Franzelin
Johannes Baptist Franzelin (Aldein, no Tirol, 15 de abril de 1816 - Roma, 11 de dezembro de 1886) foi um teólogo e cardeal jesuíta austríaco.

## Vida
Johann Baptist Franzelin nasceu em 15 de abril de 1816, em Aldein, Áustria, filho de Pellegrino e Anna Wieser Franzelin. Apesar de sua pobreza, seus pais o enviaram desde cedo para o vizinho colégio franciscano em Bolzano. Em 1834, ele ingressou na Companhia de Jesus em Graz, e depois de alguns anos em estudos superiores e lecionando na Polônia austríaca, começou em 1845 seu curso de teologia no colégio romano da Companhia de Jesus, onde atuou como assistente em hebraico, em que ele era especialmente proficiente.
Expulso de Roma pela revolução de 1848, ele foi sucessivamente para a Inglaterra, Bélgica e França, onde foi ordenado em 1849. Em 1850, ele retornou ao colégio romano como professor assistente de dogma e conferencista em árabe, siríaco e caldeu. Em 1853, tornou-se prefeito de estudos no colégio alemão, e, em 1857, professor de teologia dogmática no colégio romano, onde permaneceu por dezenove anos, conquistando para si por suas palestras e publicações um lugar de destaque entre os teólogos daquele tempo. Durante este período, ele atuou como Consultor de várias Congregações Romanas e auxiliou nas preliminares do Concílio Vaticano I. Em 1876, apesar de seus protestos, ele foi elevado ao cardinalato pelo Papa Pio IX, e participou do Conclave de 1878 que elegeu o Papa Leão XIII.
Embora de saúde delicada, a nomeação trouxe poucas mudanças em seu estilo de vida escrupulosamente simples. Como cardeal, seu único desvio da adesão estrita à regra dos jesuítas foi omitir a recreação diária. Além disso, embora constantemente ocupado como prefeito da Congregação de Indulgências e Relíquias e consultor de várias outras congregações, ele recusou firmemente a ajuda de um secretário. Toda a sua renda como cardeal ele distribuiu entre os pobres, as missões estrangeiras e os convertidos cujas propriedades foram confiscadas pelo governo italiano.
O cardeal Franzelin morreu em Roma em 11 de dezembro de 1886. No centenário da sua morte, os seus restos mortais foram exumados e transferidos para a igreja paroquial da sua cidade natal, Aldein.

## Trabalho
Como teólogo, Franzelin tem uma posição elevada. Ele serviu como teólogo papal para o Concílio Vaticano I.
Desde o início suas obras foram reconhecidas como uma mina de rico material para o pregador; e por anos ele estava acostumado a receber numerosas cartas de padres em todas as partes do mundo, espontaneamente reconhecendo a grande ajuda na pregação que eles derivavam de seus livros. De suas obras, que passaram por numerosas edições, o tratado "De Divina Traditione et Scriptura" (Roma, 1870) é considerado um clássico. Outros trabalhos incluem:
- "De SS. Eucharistiæ Sacramento et Sacrificio "(1868);
- "De Sacramentis in Genere" (1868);
- "De Deo Trino" (1869);
- "De Deo Uno" (1870);
- "De Verbo Incarnato" (1870);
- alguns tratados menores e o póstumo "De Ecclesia Christi".